# Lisle (hrabstwo Broome)
Lisle – wieś w Stanach Zjednoczonych, w stanie Nowy Jork, w hrabstwie Broome.